# 副島淳
副島 淳（そえじま じゅん、1984年〈昭和59年〉7月18日 - ）は、日本の俳優、タレント。所属事務所は有限会社リミックス。
日本人とアメリカ人のハーフ。東京都大田区蒲田生まれ。千葉県浦安市育ち。浦安市立美浜中学校、柏市立柏高等学校、東京成徳大学日本伝統文化学科卒業。

## 来歴・人物
幼少期からハーフであることを理由に様々なイジメや差別を受けた。ネイティブの日本人であるにもかかわらず、外見から英語を話せるのが当然であるかのような偏見を持たれることにも苦しんだ。実際、英語は話すことができず、2016年11月（32歳）までは海外に行ったことがなかった。
身長は195cmで、アフロヘアーを入れると210cm。高身長を生かして、柏市立柏高等学校、東京成徳大学でバスケットボールに打ち込み、高校時代は太田敦也（当時三遠ネオフェニックス）と共に全国高等学校総合体育大会や全国高等学校バスケットボール選抜優勝大会（ウインターカップ）に出場している。そのバスケットボールでは2019年より三遠ネオフェニックスの応援アンバサダーを務める。副島自身はネオフェニックス応援アンバサダーの就任オファーについて「（ネオフェニックス所属の太田）敦也とのつながりで来たものと思った」とのことだが、実際には同チーム所属のジョシュ・チルドレスと同じアフロヘアだったことがオファーのきっかけだったと聞いて「アフロヘアにして良かったね」とコメントした。
『5時に夢中!』（TOKYO MX）では、「情報の開国を迫る目的で採用された外国人リポーター」との設定にもかかわらず、「外見以外に外国人的な要素が見当たらない」と、共演のマツコ・デラックスに同番組内で指摘された。
芸能界で親交があるのはLiLiCoと佐藤仁美のみだという。
喫煙者であることを公表している。

## 家族
- 自身の出生時に両親が籍を入れておらず、父親の顔を見ずに育ったため、父親の顔と名前を知らなかった。2020年6月28日放送のノンフィクション番組『日曜THEリアル!・もう一度家族になりたい!』（フジテレビ）の番組内で、父親が日本で活動した俳優のウイリー・ドーシー、異母兄が元プロバスケットボール選手で日本代表でもあった高橋マイケルであることが明らかになった[4]。
- 小学2年生の頃に母親が再婚したがそれが嫌で家出し、この時に拉致監禁（誘拐・監禁・身代金目的略取）された経験がある。しかし犯人は、電話が止められているほど貧困な副島の家庭環境に同情し解放した[10]。
- 祖母は三味線の師範代であった。
- 一般人の妹がいる。
- 既婚者。相手は一般人女性で[2][3]、2023年末に出演したTVQ九州放送の特番で公表した[要出典]。妻とは行きつけの居酒屋で知り合い、結婚後の新生活に備え、一度は失効してしまった自動車の運転免許も、2023年12月に再取得したという[11]。
- 2025年4月5日に第1子となる男児が誕生したことを、4月8日に出演した『あさイチ』で報告した[12]。

## 出演

### テレビ番組
- 森田一義アワー 笑っていいとも!「ウチのショップの王子様 ショップリ」（2010年5月31日 - 7月19日、フジテレビ）
- 高校講座 チョー基礎から始めよう!ベーシック英語（2012年4月16日 - 、NHK Eテレ）
- 5時に夢中!（2013年4月1日 - 2014年3月24日、TOKYO MX） - 黒船特派員（月曜日レギュラー）
- あさイチ（2017年4月4日 - 、NHK総合） - 「スゴ技Q」→「クイズとくもり」レポーター（火曜日レギュラー）
- チャント!（2019年4月1日 - 、CBCテレビ） - リポーター
- Live News it!（2019年4月5日 - 、フジテレビ） - アレコレト!（金曜担当）
- ひるおび（2022年4月28日 - 、TBSテレビ） - コメンテーター（木曜日レギュラー）
- ちば朝ライブ モーニングこんぱす（2025年4月3日 - 、千葉テレビ放送） - 木曜メインパーソナリティ

#### ドラマ
- 独身貴族 第8話（2013年11月28日、フジテレビ） - ズッキーニ 役
- 玉川区役所 OF THE DEAD 第4話（2014年10月24日、テレビ東京） - ペドロ 役
- 勇者ヨシヒコと導かれし七人 第8話（2016年11月25日、テレビ東京） - 黒人 役
- 連続ドラマJ 「浅田次郎 プリズンホテル」（2017年10月 - 12月、BSジャパン） - ロドリゲス 役
- 仮面ライダーゼロワン 第28話（2020年3月22日、テレビ朝日） - MCチェケラ 役

### ネット配信番組
- これからはじめるファイナルファンタジーXIV「学園エオルゼア」（2016年8月21日 - 2017年4月1日、ニコニコ生放送）

#### ドラマ
- The 5 Second Later Man（2014年1月13日 - 、YouTube） - ギャング 役

### 映画
- Give and go（2008年） - ケニー 役
- 僕達急行 A列車で行こう（2012年） - アクティ 役
- 晴れのち晴れ、ときどき晴れ（2013年） - ルイス 役
- ヲ乃ガワ WONOGAWA（2014年） - 国王B 役
- HERO（2015年） - 来賓客 役（ノンクレジット）
- 猫侍 南の島へ行く（2015年） - 原住民ビビ 役
- リリカルスクールの未知との遭遇（2016年） - 音楽番組司会者 役
- ガチバンシリーズ - ジョン・キヴィマキー 役
  - 闇金ドッグス4（2016年）
  - 闇金ドッグス5（2017年）
  - ボーダーライン（2017年）
- DRUM'N'ROLL（2019年） - 加藤 役
- メイド・イン・ヘヴン（2021年） - 斎藤 役
- 首（2023年） - 弥助 役[13]
- 父と僕の終わらない歌（2025年）[14]

### ラジオ
- Seasoning -season your life with music-（2021年4月 - 2023年3月、JFN） - 水曜日14時台パートナー

### 舞台
- パンク侍、斬られて候（2009年1月） - 黒和直仁 役
- PU-PU-JUICE
  - 第10回公演「結婚狂想曲」（2010年9月、シアターサンモール） - チョップリン 役
  - 第11回公演「奇跡の男」（2011年6月、中野ザ・ポケット）
  - 第12回公演「汚れたアヒル」（2012年3月、SPACE107）
  - 2013年夏の笑劇 5部作「パニ☆ホス」（2013年8月、SPACE107）
- よゐこライブ（2010年） - エマニエル坊や 役
- 桃天紅（2011年4月 - 5月、シアターBRAVA!） - 桃天紅児 役

- 奇跡の男（再演）（2013年9月）
- 天才劇団バカバッカvol.13「POLYMPIC TOKYO!」（2014年4月、吉祥寺シアター）
- 天才劇団バカバッカ
  - Vol,15「ハッピーウェディング」（2015年3月、六行会ホール）
  - Vol,16「ホテル・プラチナアイランド」（2015年12月、六行会ホール）
  - vol.17「COLORS」（2016年6月、吉祥寺シアター）
- SOLID STARプロデュース 東京ギロティン倶楽部 第二回公演「幸福論」（2015年11月、新宿村LIVE）
- SOLID STARプロデュースVol.6「ヨビコー!!〜You be cool !〜」（2016年3月、六行会ホール）
- 50フィフティShadesシェイズ!〜クリスチャン・グレイの歪んだ性癖〜（2016年11月 - 12月、新宿FACE/サンケイホールブリーゼ）
- 桃山ビート・トライブ（2017年11月 - 12月、EX THEATER ROPPONGI） - 弥介 役
  - 桃山ビート・トライブ〜再び、傾かん〜（2019年6月 - 7月、EX THEATER ROPPONGI/京都劇場） - 弥介 役[15]

### 吹き替え
アニメ
- Yasuke -ヤスケ-（2021年、Netflix） - 主人公・ヤスケ 役[16]